# Eduardo Viana
Eduardo Viana (n. 28 noiembrie 1881, Lisabona, Portugalia – d. 21 februarie 1967, Lisabona, Portugalia) a fost un pictor portughez. S-a născut pe 28 noiembrie 1881.
A fost unul dintre membrii primei generații moderne din pictura portugheză, precum Amadeo de Souza-Cardoso și Almada Negreiros. El a fost mai conservator în demersul său privind pictura modernă. Cele mai bune exemple de asimilare a stilurilor moderne în opera sa apar în picturile pe care le-a realizat în 1916, datorită influenței atât a lui Robert Delaunay, cât și a Soniei Delaunay, cu care s-a împrietenit în timpul prezenței lor în Portugalia. El a urmat stilul post-impresionist, inspirat de Cézanne, în unele dintre cele mai bune picturi ale sale. Este reprezentat în unele dintre cele mai bune muzee portugheze, cum ar fi Muzeul Chiado din Lisabona și Muzeul Național Soares dos Reis din Porto.
Din 1905, Eduardo Afonso Viana a studiat la Paris cu Jean-Paul Laurens. În această perioadă, el a pictat mai ales peisaje naturale. Când a izbucnit primul război mondial, s-a întors la Lisabona împreună cu prietenul său Amadeo de Souza-Cardoso și cu alți colegi portughezi. A petrecut perioada 1915-1916 lucrând cu pictorii orfiști Robert și Sonia Delaunay în Vila do Conde. El a fost fascinat de experimentele lor în simultaneitate.
Pictura lui Viana era o oglindă a vieții țării sale. Unul dintre cele mai bune exemple ale acestui motiv este tabloul său din 1916, „În Revoltă”, în care a prezentat viața portugheză prin arcuri colorate. Dar Viana era pasionat de natură. A avut un puternic atașament față de naturalism. În 1917, a pictat „K4: Pătratul albastru”, considerat un omagiu adus modernismului portughez, care a fost inspirat din cartea cu același nume de Almada Negreiros și i-a fost dedicat lui Amadeo.